# Casino Royale (roman)
Casino Royale, den första i en serie romaner om agenten James Bond, skrivna av Ian Fleming. Boken kom ut på engelska första gången 1953, och har filmats tre gånger: en gång för TV 1954 (Casino Royale), en gång som parodi 1967 (Casino Royale), och 2006 som Daniel Craigs första film i den officiella serien (Casino Royale).

## Handling
Le Chiffre ("siffran") som är en kommunistagent för den ryska lönnmördarorganisationen SMERSJ eller SMERSH (som det står i boken)(av Смерть Шпионам, Sjmiert Sjpionam, ryska för "död åt spionerna"), fuskar i baccarat på ett franskt casino för att få igen de pengar han förlorat när han misslyckades starta en bordellkedja. Den engelska säkerhetstjänsten skickar dit baccaratexperten James Bond – som har licens att döda – för att besegra Le Chiffre i hopp om att det ska provocera SMERSJ att döda honom. Men samtidigt måste Bond handskas med den vackra Vesper Lynd, som har en fruktansvärd hemlighet, och klara av tortyren från Le Chiffres vänner på jakt efter pengarna.

## Karaktärer (i urval)
- James Bond
- Le Chiffre
- Vesper Lynd
- Felix Leiter
- René Mathis

## Serieversion
Mellan juli och december 1958 gavs Casino Royale ut som tecknad serie i tidningen Daily Express. Romanen adapterades av Anthony Hearne och ritades av John McLusky. Serien har senare återpublicerats i såväl album som den svenska tidningen James Bond Agent 007.

## Övrigt
- I USA gavs boken ut under titeln "You Asked For It".
- Vissa översättningar av boken saknar det sista e:et i Royale.
- Under tortyren i slutet skärs bokstaven Ш (kyrilliskt tecken för sje-ljudet) på översidan av Bonds hand. Det syftar på organisationen SMERSJ, som har funnits på riktigt.